# Smidr
Smidr (nórdico antigo: smiðr; IPA: [ˈsmiːjʊr]) foi uma das classes sociais mais prestigiosas da era víquingue na Escandinávia, constituída por artesãos, artistas e aqueles que dominavam a arte da forja de metais, madeira ou pedra.
A palavra era acompanhada por uma outra que identificava o material ou a área em que exerciam as funções; por exemplo, o carpinteiro era o «artesão das árvores» (trésmiðr), um sapateiro era o «fabricante de sapatos» (skósmiður) e um termo genérico e neutro para alguém que também era bom em algo menos tangível, que fazia de tudo um pouco, era o «artesão das mil grosas» (þúsundþjalasmiður), equivalente atual de «faz-tudo» e «sujeito para tarefas esporádicas». Os forjadores de metal eram divididos pelo tipo de especialização, o smiðr era o ferreiro comum, o gullsmiðr trabalhava o ouro e o iarnsmiðr era forjador.
O termo era também utilizado noutras áreas das artes como o canto (lióðasmiðr) ou a retórica (galdasmiðr). O deus Bragi era conhecido como «frumsmiðr bragar» ou criador da poesia.
Smiðr ou Smiður (em islandês) era também um nome próprio comum na Escandinávia medieval.